# Elana Dunkelman
Elana Dunkelman, född 11 juli 1986 i Montreal, är en kanadensisk skådespelare.
Dunkelman har bland annat medverkat i TV-serierna Shutterbugs (2015-2016) och Alert: Missing Persons Unit från 2023. Han har även medverkat i filmen One Delicious Christmas från 2022.

## Filmografi (i urval)
- 2015-2016: Shutterbugs
- 2022: One Delicious Christmas
- 2023: Alert: Missing Persons Unit